# Нови Трояни
Нови Трояни (на украински: Нові Трояни, на руски: Новые Трояны) е село в Украйна, разположено в Болградски район, Одеска област. Землището му е с площ от 3.72 км2. Населението на селото през 2001 година е 4234 души, преобладаваща част от жителите са българи.

## География
Селото се намира в историческата област Буджак (Южна Бесарабия). Разположено е на 138 метра надморска височина, на 6 километра северно от Городне, северозападно от Олександривка и югозападно от Димитровка.

## История
През 1829 година името „Троян“ в Бесарабия преселниците дават на така наречения „Троянов Вал“ или „Троянов път“ – старинен и таинствен паметник от римско-дакийски времена. Названието е дадено от българи, които се изселват през 1829 година от село Троян, край което минава така нареченият Долен Троянов Вал, и които кръщават така новото село в памет за своето предишно местопребиваване.

## Население
| Година | Население |
| ------ | --------- |
| 1930   | 4754      |
| 2001   | 4234      |

Населението на селото през 2001 година е 4234 души, преобладаваща част от жителите са българи.

### Езици
Численост и дял на населението по роден език, според преброяването на населението през 2001 г.:
| Роден език | Численост | Дял (в %) |
| Общо       | 4234      | 100.00    |
| Български  | 4049      | 95.63     |
| Руски      | 64        | 1.51      |
| Украински  | 59        | 1.39      |
| Гагаузки   | 31        | 0.73      |
| Молдовски  | 20        | 0.47      |
| Цигански   | 4         | 0.09      |
| Румънски   | 1         | 0.02      |
| Други      | 6         | 0.14      |